# Homoneura trypetoptera
Homoneura trypetoptera är en tvåvingeart som först beskrevs av Friedrich Georg Hendel 1908.  Homoneura trypetoptera ingår i släktet Homoneura och familjen lövflugor. Inga underarter finns listade i Catalogue of Life.